# أندرو غراهام (اقتصادي)
أندرو غراهام (بالإنجليزية: Andrew Graham) هو اقتصادي بريطاني، ولد في 20 يونيو 1942.